# Samsung Wave II S8530
Samsung Wave II S8530  (hoặc "Samsung Wave II") là một điện thoại thông minh kế thừa Samsung Wave S8500 chạy hệ điều hành bada 1.2 được thiết kế bởi Samsung, và được phát hành thương mại vào tháng 10 năm 2010. Wave là điện thoại màn hình cảm ứng mỏng sử dụng chip "Hummingbird" CPU (S5PC110) của Samsung, gồm 1 GHz ARM Cortex-8 CPU và tích hợp công nghệ đồ họa PowerVR SGX 540, màn hình "Super LCD" tương thích quay video chất lượng cao 720p. Việc không sử dụng màn hình Super AMOLED cũng là một trong những lý do chính để phát hành sản phẩm này.

## Phần cứng
Thiết kế
Điện thoại hầu hết được làm bằng hợp kim kim loại và dày 10.9 mm. Xét về ngoại quan, nó có 3 phím vật lý ở phía trước: gọi, từ chối/ tắt nguồn, hoặc phím menu chính.
Màn hình
Màn hình cảm ứng 3,7 inch (94 mm) Super LCD với một lớp chống thấp ở trên bề mặt kính chống trầy (màn hình Gorilla Glass) được chứng minh là có khả năng chống lại sự ma sát. Màn hình có độ phân giải 800x480 WVGA.
Vi xử lý
Điện thoại có 1 GHz SoC, bên trong chứa một lõi ARM Cortex A8 CPU giống như lõi ARM Cortex CPU sử dụng trên A4 SoC của Apple. Công nghệ đồ họa của điện thoại là SGX 540 được cho là có khả năng tạo ra 90 triệu tam giác mỗi giây (giống như SoC được sử dụng trên Samsung Galaxy S).
Và 256MB+128MB RAM (giống với phần cứng của Samsung Wave S8500).
Máy ảnh
Điện thọai có máy ảnh 5 megapixel hỗ trợ 2592 x 1944 pixels, cùng với tự động lấy nét, LED flash, thẻ địa lý, nhận diện khuôn mặt, ổn định hình ảnh, chạm lấy nét,... Ngoài ra còn có nhiều tính năng chụp hình khác như chụp hình đẹp, nhận diện nụ cười, chụp liên tiếp, panorama và chế độ cổ điển. Máy ảnh có thể quay video ở chế độ 720p HD (1280x720) với 30 FPS kèm theo flash. Bên cạnh đó, nó còn có khả năng quay slow motion (320x240) với 120 FPS kèm theo flash.
Tính năng khác
Tính năng khác bao gồm A-GPS, 2 GB/8 GB bộ nhớ trong cùng với microSDHC lên đến 32 GB. Ngoài ra còn có từ kế, cảm biến tiệm cận, gia tốc kế, âm thanh vòng 5.1 Mobile Theater, nhận diện âm nhạc, a dịch vụ cuộc gọi giả lập, tìm kiếm thông minh, Social Hub và là điện thoại đầu tiên hỗ trợ Bluetooth phiên bản 3.0.
Bên cạnh Bluetooth 3.0, điện thoại còn có Wi-Fi 802.11 b/g/n, HSDPA 3.2 Mbit/s và HSUPA 2 Mbit/s.

## Phần mềm
Giao diện người dùng
Điện thoại là một trong những điện thoại thông minh sử dụng hệ điều hành bada của Samsung. UI Touchwiz 3.0 của Samsung. Touchwiz 3.0, cũng giống như 2 người tiền nhiệm trước (Touchwiz 2.0 và Touchwiz), sử dụng các widget. Ba ứng dụng widget được cài sẵn trên Touchwiz 3.0 là Daily Briefing (bao gồm các thông tin cần thiết như thời tiết, tài chính, bản tin điện thoại AP và thời khóa biểu), Feeds và Updates và Buddies now (cho phép người sử dụng điện thoại, gửi tin nhắn hoặc đọc Facebook/Twitter với những danh bạ yêu thích của họ). Người dùng được sử dụng 10 màn hình chờ để thêm widget.
Hỗ trợ âm thanh
MP3, AAC, AAC+, e-AAC+, WMA, AMR, WAV, MP4, FLAC, MPEG4, H.263, H.264, WMV, AVI, DivX, XviD, MKV

## Liên[liên kết hỏng]kết
Trang Samsung:
- Trang chính thức Samsung Wave Lưu trữ ngày 21 tháng 12 năm 2010 tại Wayback Machine
- Trang Samsung Mobile Wave[liên kết hỏng]

Đánh giá:
- mobilesdetail.com đánh giá bởi PhoneArena, 4 tháng 6 2010[liên kết hỏng]
- Phonearena.com đánh giá bởi PhoneArena, 4 tháng 6 2010
- GSMArena.com đánh giá bởi GSMArena, 19 tháng 11 2010

Diễn đàn hỗ trợ
- Diễn đàn hỗ trợ Samsung Wave được tạo bởi người dùng Samsung Wave Lưu trữ ngày 9 tháng 2 năm 2014 tại Wayback Machine
- Diễn đàn Bada của Badaforums.net Lưu trữ ngày 16 tháng 9 năm 2015 tại Wayback Machine